# Neobizantska arhitektura
Neobizant je stil u arhitekturi 19. i 20. stoljeća.

## Neobizantski stil u Europi
Neobizantski stil široko je raširen od sredine 19. stoljeća u arhitekturi zemalja s brojnim ili većinskim pravoslavnim stanovništvom. Najčešće su sakralne građevine projektirane i građene u neobizantskom stilu, no katkada i javni pa i stambeni objekti. Krajem 19. stoljeća stil se pojavljuje i u sakralnoj arhitekturi katoličke crkve u zapadnoj Europi i europeiziranim društvima posvuda po svijetu.
Glavni poticaj širenju neobizantskoga stila predstavljale su publikacije o ključnim spomenicima bizantske arhitekture Grčke i Konstantinopola. S buđenjem nacionalnih pokreta u pravoslavnim zemljama regionalne varijante neobizantskog stila (ruska, srpska, bugarska, grčka, itd.) počinju se smatrati nacionalnim arhitektonskim stilovima.

## Neobizantski stil u Hrvatskoj
Neobizantski stil u javlja se u Hrvatskoj sredinom 19. stoljeća vezano gotovo isključivo uz građevine (crkve, parohijske i općinske zgrade) Srpske pravoslavne crkve. Ključni predstavnik neobizantskog stila u ranoj, romantičarskoj fazi hrvatske arhitekture bio je Franjo Klein, autor projekta za crkvu Preobraženja Gospodnjeg u Zagrebu.
Nakon što je 1883. – 84. Herman Bollé projektirao novu unutrašnju opremu crkve Preobraženja Gospodnjeg u Zagrebu ovaj arhitekt postaje glavnim predstavnikom neobizantskog stila u Hrvatskoj. Povjerena mu je gradnja kapele Kukulj na zagrebačkom groblju Mirogoj, restauracija Saborne crkve u Pakracu, manastira Grgetega na Fruškoj gori, gdje, u manastiru Krušedolu podiže spomenik srpskom kralju Milanu Obrenoviću.
Rusku verziju neobizantskog stila u hrvatsku arhitekturu unosi Janko Holjac svojim projektima za restauraciju saborne crkve u Plaškom i nove grkokatoličke crkve u Petrovcima. Na području Dalmaciji ističu se monumentalnošću neobizantske crkve u Dubrovniku, Kistanjama, Benkovcu, Drnišu i Obrovcu.